# Соната для фортепіано № 14 (Бетховен)

Перші такти Сонати № 14

Соната для фортепіано № 14 op. 27 № 2, відома також як «Місячна соната» (нім. Mondscheinsonate), яку написав був Л. Бетховен в 1800–1801 роках, присвячена його 17-річній учениці, графині Джульєтті Гвіччарді, яка була дружиною австрійського композитора В. Р. Галленберга. Назву «Місячна» запропонував у 1832 році, вже після смерті автора, поет Людвіг Рельштаб. Він порівняв цей твір із «місячним сяйвом над Фірвальдштеттським озером».
Соната має підзаголовок «Sonata quasi una fantasia» (Соната в дусі фантазії): Бетховен хотів наголосити на тому, що її форма відрізняється від класичної форми сонати.
У сонаті три частини, з яких найвідоміша перша:
1. Adagio sostenuto (до-дієз мінор)
2. Allegretto
3. Presto agitato

## В літературі
- «Місячна соната» — улюблена мелодія привида Леськовського замку Яна-Казимира Дашківського «Завтрашнього», персонажа повісті Марини Павленко «Русалонька із 7-В та Загублений у часі»[3].
- У романі «Змова Корпорації „Амбрелла“» (новелізація відеогри Resident Evil) присутні таємні двері, для відкриття яких потрібно зіграти сонату на фортепіано.

## У відеоіграх
- Грає, як основна тема, на одному з рівнів гри Earthworm Jim (Черв'як Джим) для Sega Mega Drive.
- Серія Resident Evil[4]
  - Resident Evil — потрібно зіграти сонату на фортепіано, щоб відкрити таємні двері.
  - Resident Evil 5 — у додатковій кампанії потрібно зіграти сонату на фортепіано (або почекати, поки напарник зіграє), щоб відкрити таємну кімнату.
  - Resident Evil: Operation Raccoon City — якщо підійти до фортепіано в каплиці, можна почути сонату.